# Capperone

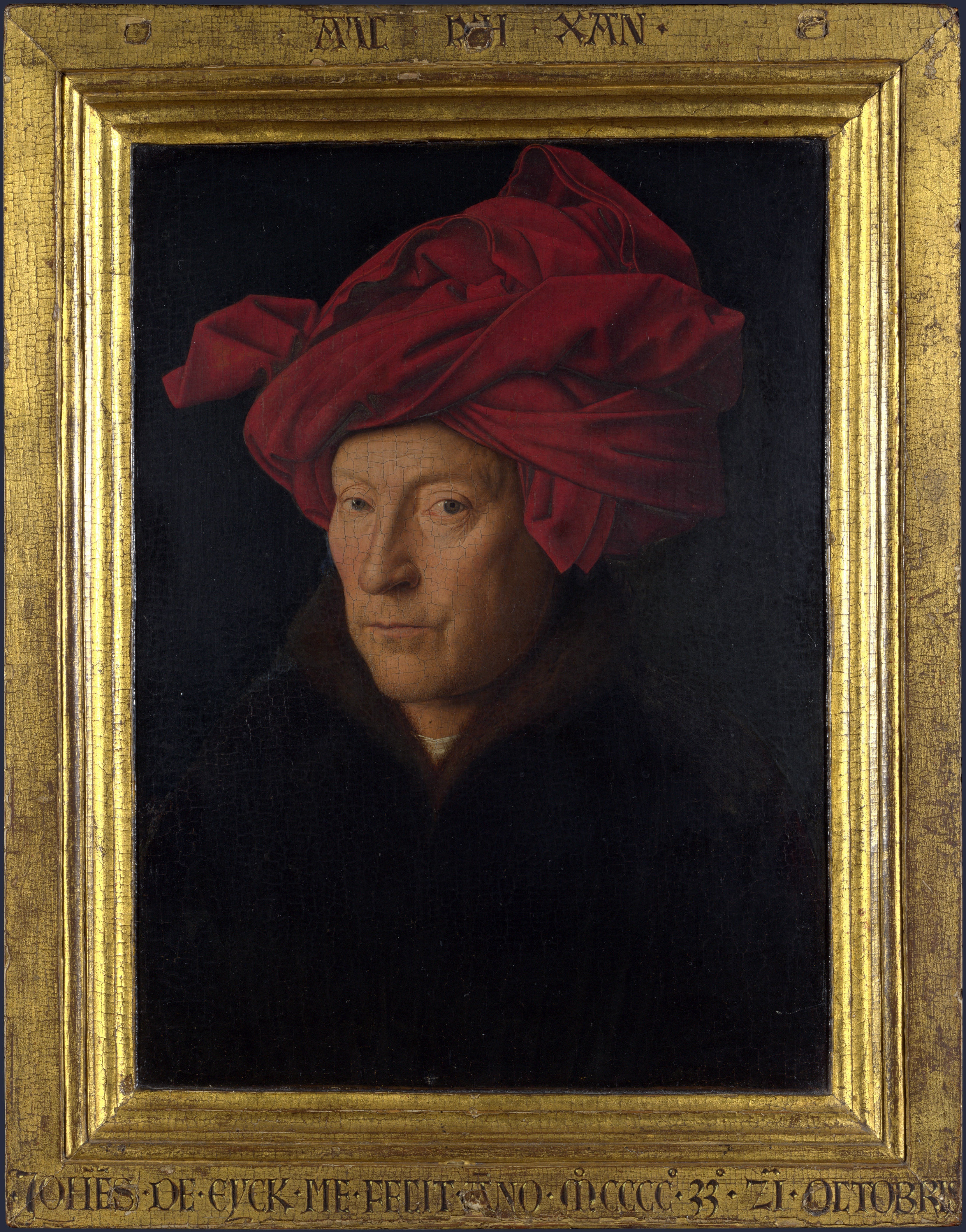
Un grande capperone rosso di metà XV secolo - Ritratto di uomo con turbante rosso, Jan van Eyck.

Il capperone (in francese medio chaperon) era un copricapo maschile, ibrido tra il cappuccio ed il turbante, entrato in uso in Europa occidentale nel corso del Basso Medioevo e rimastovi sino all'Età moderna. Indumento di lavoro, nel corso del XV secolo visse una parentesi di "notorietà" divenendo capo di gran moda, portato da nobili e patrizi nel Regno di Francia del Tardo Gotico e nell'Italia del Rinascimento.

## Storia

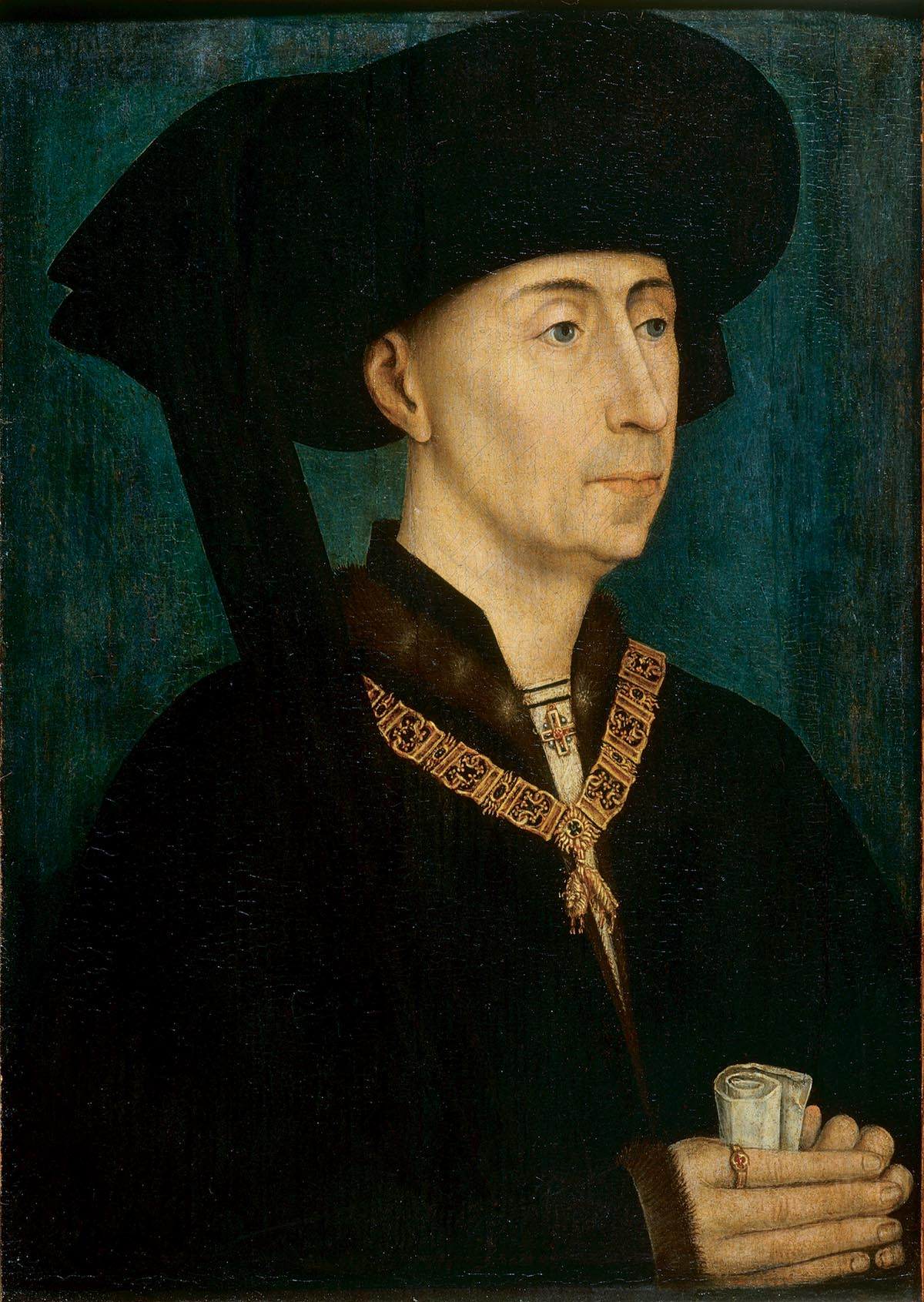
Filippo III di Borgogna con indosso un ibrido capperone-mazzocchio - Rogier van der Weyden, (ca. 1450).

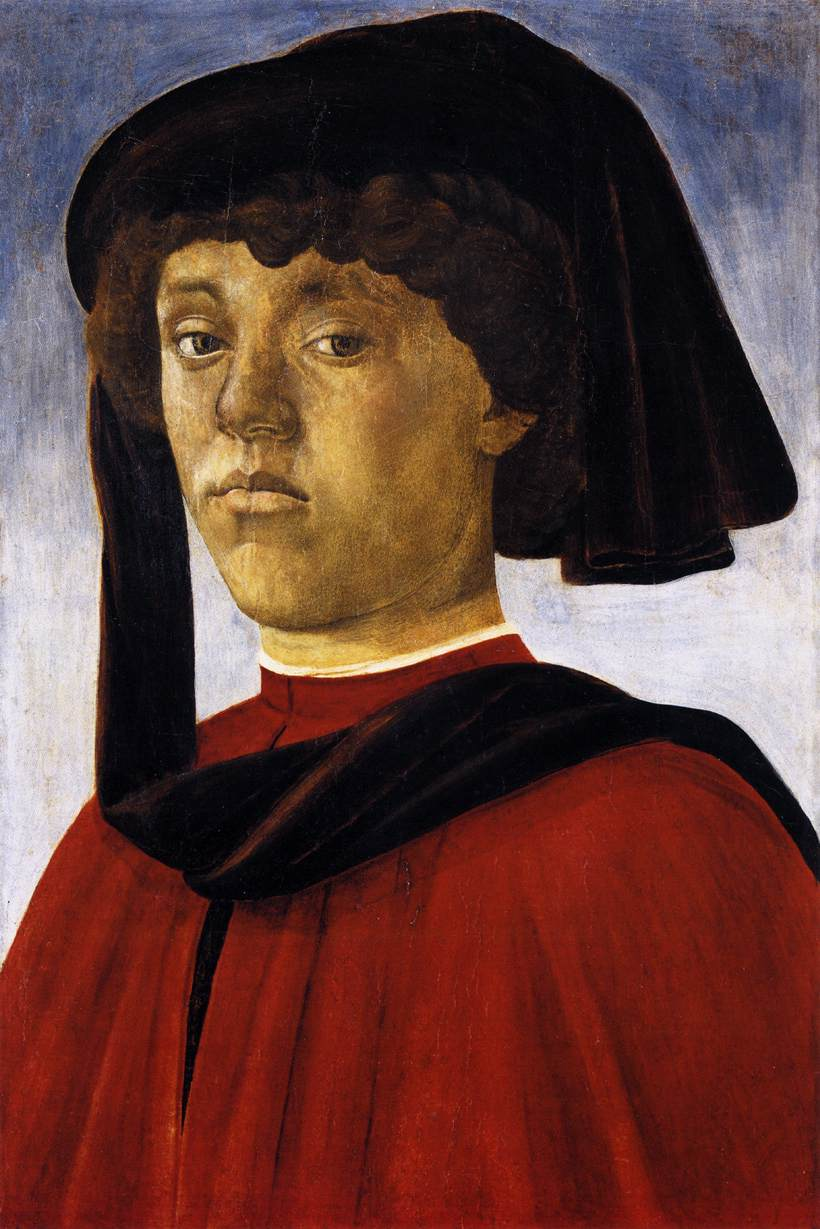
Ritratto di giovane con mazzocchio italiano - Botticelli (ca. 1469).

Il capperone nacque come capo di abbigliamento meramente pratico, in uso ai laboratores del Basso Medioevo. Un'importante testimonianza, in questo senso, ci viene dall'opera dell'agronomo Pietro de' Crescenzi (1233-1320), Ruralium Commodorum libri XII (testo latino subito volgarizzato in toscano), che parla espressamente dei "capperoni" utilizzati dai contadini. Il capo non era molto dissimile da una tipologia di veste in uso al clero, l'almuzia, composta da una mantellina dotata di cappuccio, né concettualmente molto diverso dalla cappa portata invece dai milites; si differenziava solo per la presenza di una lunga cornetta, o liripion, al fondo del cappuccio. Si trattava cioè sempre del medesimo indumento, adattato, per foggia e materiale, alla classe sociale di appartenenza del portatore secondo il modello imposto dagli Ordini sociali feudali.
(Vocabolario degli Accademici della Crusca, Firenze 1612, p. 155)
L'origine pratico-lavorativa dell'indumento è altresì confermata dal modo di dire italiano, ormai desueto, "Portare il capperone", con valenza di "essere preparati alla sventura" come il lavoratore che, temendo di incappare nella pioggia lungo il cammino, si porta appresso il capperone.
Risulta ad oggi abbastanza complicato comprendere come mai questo indumento "povero" venne improvvisamente adottato dalle alte classi sociali europee durante il Tardo Medioevo, salvo poi tornare relegato ad indumento di uso prettamente lavorativo nel corso del XVI secolo. Fu, probabilmente, la lunga cornetta a permettere al capperone questo cambio d'utenza: essa si prestava infatti ad un riutilizzo dal sapore orientaleggiante in linea con il gusto francese tardo-medievale che prediligeva abiti esotici.
Furono i conti di Franca Contea a lanciare ufficialmente nella moda francese prima ed europea poi l'uso del capperone, enfatizzando l'uso di riavvolgere intorno al capo la cornetta del cappuccio. La trasposizione del capperone dall'ambito lavorativo a quello cortese convinse il Duca Filippo III di Borgogna, Arbiter elegantiae dell'Europa della prima metà del Quattrocento che fece suo il "nuovo" copricapo, ibridandolo però con un'altra tipologia di copricapo molto in voga all'epoca, il mazzocchio (fr. Bourrelet).

## Descrizione
Possiamo distinguere due tipologie "maggiori" di capperone:
- la forma originaria dell'indumento in uso ai laboratores medievali, testimoniataci da alcune miniature, era una variante "povera" dell'almuzia clericale: una mantellina con un cappuccio dalla lunga "coda" (cornetta o liripion) che poteva essere rigirato sul volto per garantire maggiore protezione contro le intemperie. La forma complessiva del cappuccio, largo alla fenditura, lungo e stretto sul retro, ricordava la forma del bocciolo dell'arbusto Capparis spinosa da cui, probabilmente, il nome "capperone";
- la forma "nobile", ben testimoniata dal ricco materiale iconografico dell'epoca (pensiamo ad opere come il Ritratto di uomo con turbante rosso di Jan van Eyck, al Ritratto di giovane di Botticelli o al Cristo deriso di Hieronymus Bosch) era, in buona sostanza, una grande pezza di tessuto pregiato chiusa a formare un cappuccio la cui cornetta sviluppava in un bavero abnorme, lungo sino all'avambraccio, da agghindarsi intorno alla testa del portatore in modo non molto dissimile da un turbante mediorientale.

Durante il XV secolo, la forma base del capperone "nobile" venne ampiamente modificata, spesso ricorrendo a forme di ibridazione con un altro copricapo maschile allora molto in voga, il mazzocchio.

### Fonti
- Gastone III Febo (ca. 1387-1389), Livre de chasse, ms. fr. 616 della Biblioteca nazionale di Francia, ed. Bise, Gabriel (), The Hunting Book by Gaston Phoebus, Londra, Heritage Books, ISBN 0-946-4705-45.
- Très riches heures du Duc de Berry.

### Studi
- Downs Reed, Susan (1992), From Chaperones to Chaplets. Aspects of Men's Headdress 1400–1519, [Tesi relazionata presso la University of Maryland] .
- Frick, Carole Collier (2002), Dressing Renaissance Florence : Families, Fortunes, and Fine Clothing, Johns Hopkins University Press.
- Gordon, Dillian [a cura di] (2003), National Gallery Catalogues : The Fifteenth Century Italian Paintings, Londra, ISBN 1-857-0929-37, v. I.
- Hand, J.O. [e] Wolff, M. (1986), Early Netherlandish Painting : [Catalogo della "National Gallery of Art" di Washington], Cambridge University Press, ISBN 0521340160.
- Vibbert, M. (2006), Headdresses of the 14th and 15th Centuries, in The Compleat Anachronist, n. 133.